# Donacoscaptes flavilinealis
Donacoscaptes flavilinealis là một loài bướm đêm trong họ Crambidae.